# Macrocentrus tatshinguanus
Macrocentrus tatshinguanus är en stekelart som beskrevs av Sergey A. Belokobylskij 2000. Macrocentrus tatshinguanus ingår i släktet Macrocentrus och familjen bracksteklar. Inga underarter finns listade i Catalogue of Life.